# 文語の苑
文語の苑は、文語の「読み」「書き」ができる人の数を増やし、文語が廃れないことを目指して活動する団体。会員が文語で書いた文章をウェブ上に掲載することを活動の一つにしており、文語創作の発表の場としては唯一のものである。

## 沿革
2002年、愛甲次郎（元クウェイト大使）ら有志が集まり、文語保存運動を開始し、文語創作の発表の場として専門のウェブサイトを構築することを決定した。2003年4月、下記の認識に基いて、サイトは発足した。
発足後、投稿者が高年齢の者に限られていることが明らかになり、若手の養成に着手して、藤原正彦の斡旋でお茶の水女子大学に文語サークル（茶苑）を組織した。さらにこれをモデルとして、東京およびその近郊数箇所で文語教室を開いた。
活動を進めるうちに直ぐ教材の整備の必要性が浮上し、鈴渓学術振興財団の援助と、海竜社の協力を受け、約一年を掛けて「文語名文百撰」を編集した。これは『古事記』以来、昭和まで文語の名文を、一作者一作品の原則で集めたもので、文学作品に留まらず、実務的文章も取り入れているのが特色である。続いて百撰とは別の新たな教科書として、時代を明治大正に限り、持ち運びにも便利な「明治大正文語五十撰」を出版した。さらに文語教室での経験も踏まえて「候文の手引き」を出版した。
毎年シンポジウムを開催している。狙いは文語の持つ魅力をアピールし、文語教室展開の一助とするところにある。2011年11月、東洋大学の協力を得て第一回文語の苑シンポジウムを開催、参加者百名を超える盛会に終った。2012年には大阪教育大学と共催でシンポジウムを開催、2014年は福井と和歌山でも開催。2014年11月は文語詩をテーマとして第四回を開催している。
なお、上記のような関西進出を背景に、2014年に関西代表を設けた。

## 事業
1. ウェブサイトの運営
2. 文語教室の開設、開設援助
3. 教材の整備
4. シンポジウムの開催

## 組織
1. 発起人
2. 関西代表
3. 幹事会
4. タスクフォース
5. 主任研究員

## 出版物
- 文語の苑（年刊） （平成十八年の第一号～平成二十六年の第九号 以後続刊 ）
- 『文語名文百撰 - 日本語はこんなに美しい』 海竜社、2008年、ISBN 4759310282
- 『明治大正文語五十撰』文語の苑、2013年、ISBN　4990680820
- 『候文の手引き 』ISBN 978-4-9906808-1-7

## 関連出版物
- 『世にも美しい文語入門』愛甲次郎著　海竜社、2008年、ISBN 4759310002